# 2025年4月13日苏梅导弹袭击
2025年4月13日，俄罗斯对乌克兰东北部城市苏梅发动导弹袭击，造成至少35人死亡，其中包括两名儿童。这是自2023年以来乌克兰平民遭受的最致命单次袭击。此次轰炸发生时，当地居民正聚集在一起参加柳绒节的教堂礼拜，还造成117人受伤，其中15人是儿童。乌克兰官员报告称，俄罗斯军队使用弹道导弹发动了此次袭击，初步证据表明使用了集束弹药。
此次袭击针对的是乌克兰武装部队第117国土防御旅原定举行的军事颁奖仪式，苏梅州军事管理局局长（州长）弗拉基米尔·阿尔秋赫证实了这一点。科诺托普市长阿尔乔姆·谢梅尼欣等乌克兰政界人士谴责此次仪式在人口稠密的地区举行，可能给军人和平民带来不必要的伤害风险。阿尔秋赫于4月15日被解除州长职务。

## 背景
在空袭发生的近几周，俄罗斯军队增加了对苏梅州的导弹袭击和空袭，同时将乌克兰军队从毗邻的俄罗斯库尔斯克州的阵地赶走。据报道，在此次袭击之前，苏梅地区的一些小型定居点已被俄罗斯占领。
苏梅袭击发生的几天前，乌克兰中部城市克里維里赫也遭遇导弹袭击，造成20名平民死亡。

## 空袭
此次袭击发生在苏梅市中心，当时正值柳绒节的教堂礼拜，这是一年中最重要的宗教庆典之一。据州长弗拉基米尔·阿尔秋赫称，两枚弹道导弹袭击了人口稠密的地区。据记录，其中一枚导弹于上午10点20分袭击目标。乌克兰情报总局局长基里洛·布达诺夫报告说，袭击由俄罗斯第112和第448火箭旅实施，他们从沃罗涅日州的利斯基和库尔斯克州的列热尼基两个定居点发射了两枚伊斯坎德尔-M / KN-23弹道导弹。
乌克兰最高拉达议员玛丽亚娜·别祖格拉娅和前议员伊戈尔·莫西丘克和表示，袭击发生时，可能有一个乌克兰军方编队在苏梅举行了颁奖仪式，但路透社未能独立证实。莫西丘克表示，此次活动涉及第117国土防御旅的军人，包括儿童在内的平民也参与其中。科诺托普市长阿尔乔姆·谢梅尼欣在脸书上发表公开声明，报道了袭击现场附近的颁奖典礼。《基辅独立报》无法独立核实这些说法，但据《乌克兰真理报》消息人士证实，该颁奖典礼已安排举行。4月14日，阿尔秋赫表示他已受邀参加该仪式，但也表示该仪式并非由他组织。
其中一次袭击发生在苏梅国立大学会议中心附近，那里是乌克兰最高拉达人权专员的地区办事处，即人权保护中心的所在地。
乌克兰当局表示，此次袭击似乎使用了集束炸弹。此类武器会在广阔区域释放多枚爆炸性子炸弹，部署在居民区附近时尤其会对平民造成危险。

## 伤亡

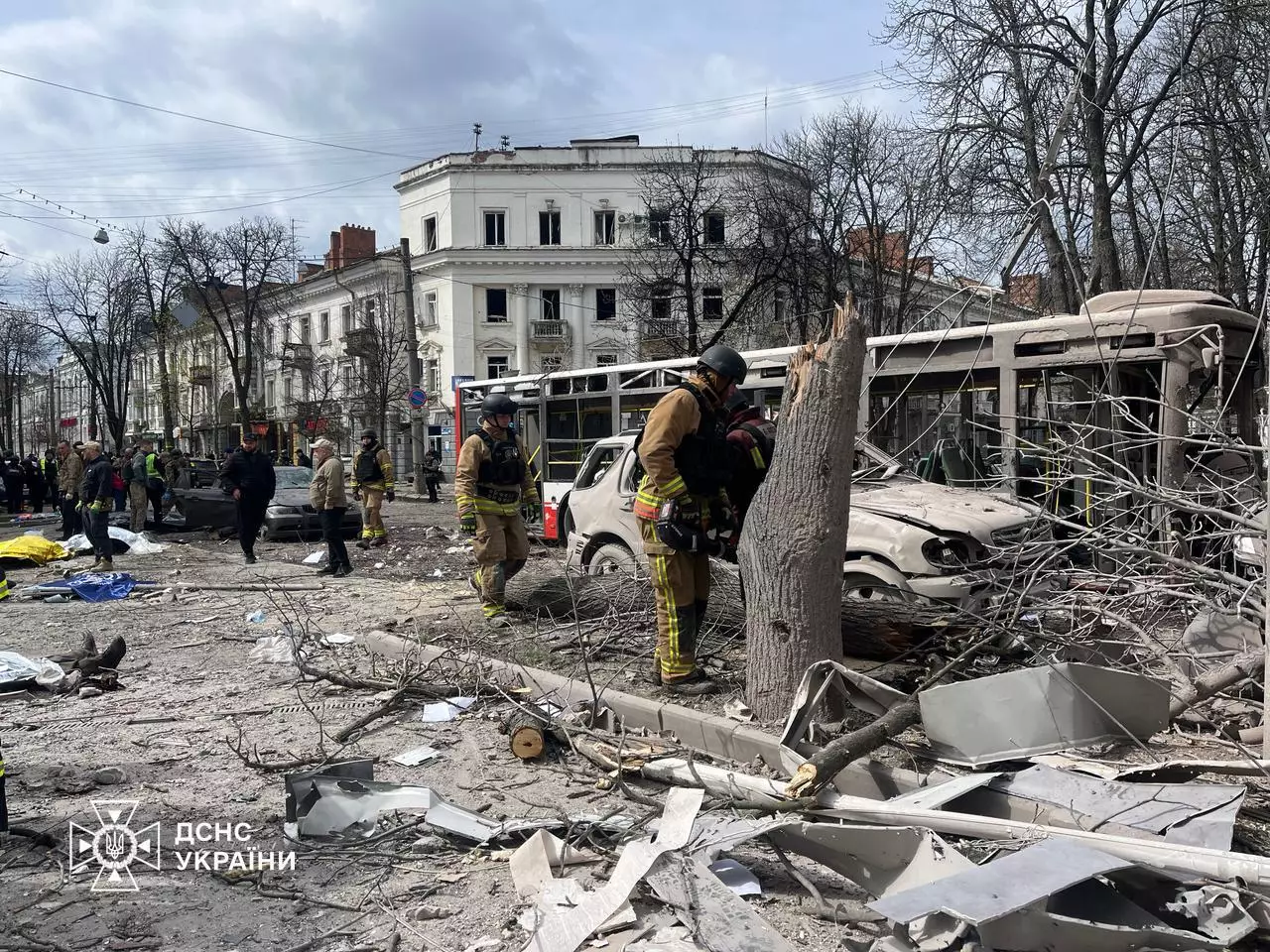
苏梅空袭后果，造成人员伤亡

袭击造成至少35人死亡，120人受伤，其中包括15名儿童。
根据别尔季切夫市议会及当地媒体报道，第27火箭炮兵旅旅长尤里·尤拉上校在袭击中身亡。
空袭摧毁了多座建筑物和车辆，并对住宅建筑造成了严重破坏。最严重的损失之一是一辆无轨电车在袭击中被击中，州长阿尔秋赫证实，车上大多数乘客遇难。
《卫报》称此次袭击是自2025年初以来乌克兰最严重的平民袭击。

## 反應

### 烏克蘭
烏克蘭總統弗拉基米爾·澤連斯基嚴厲譴責這次襲擊，直斥為一宗蓄意的恐怖行為，並呼籲國際社會對俄羅斯施加更大壓力。他在聲明中強調：「對話從來阻止不了彈道導彈與炸彈」，促請全球以實際行動作出強烈回應。澤連斯基並呼籲盟國再向烏克蘭提供10套愛國者防空系統，以加強防禦網絡。
烏克蘭外交部部長安德里·西比哈表示，在宗教節日期間針對平民的攻擊是「絕對的邪惡」，並呼籲國際夥伴提升空防支援。烏克蘭財政部部長尤利婭·斯維里登科指出，襲擊發生時正值一年中信眾出席教堂人數最多的日子之一。烏克蘭總統辦公室主任安德里·葉爾馬克則指出，俄軍可能動用集束彈藥，意圖對平民造成最大程度的死傷。
科諾托普市長阿爾喬姆·謝梅尼欣宣佈全市進入哀悼日，以悼念「莫斯科侵略」下的遇難者。他批評地區軍政長官弗拉基米爾·阿爾秋赫和蘇梅州安全局局長奧列格·克拉斯諾沙普卡，無視當地正有軍事行動、居民聚集及事前警告，堅持於蘇梅市中心舉行軍事儀式。他要求二人即時辭職，並在當日下午六時前向市民公開道歉，否則將披露更多襲擊細節。他更形容兩人是「俄羅斯戰爭罪行的幫兇」，並促請總統辦公室將阿爾秋赫「收監」處理。

### 國際
導彈襲擊事件引發多國政要強烈譴責。歐盟外交與安全政策高級代表卡婭·卡拉斯形容襲擊是「俄羅斯在烏克蘭接受無條件停火後，依然加劇攻勢的可怕實例」。歐盟委員會主席烏爾蘇拉·馮德萊恩則在Twitter／X發文指出，「俄羅斯的殘酷再次降臨」，形容這場攻擊既「野蠻」，亦是「俄羅斯作為唯一侵略者的殘酷警示」。她強調，歐洲將會與烏克蘭及總統澤連斯基並肩同行。
法國總統埃馬紐埃爾·馬克龍呼籲採取「強而有力的措施」落實停火，並表示：「人人都知道，這場戰爭只有俄羅斯想打。」英國首相施紀賢譴責「俄羅斯對平民的可怕襲擊」，並表示俄羅斯總統弗拉基米爾·普京應立即、全面、無條件地接受停火。聯合國駐烏克蘭人道事務協調員馬蒂亞斯·施馬勒發聲明，對襲擊表達「最強烈譴責」，並強調《國際人道法》明文禁止針對「平民及民用設施」的攻擊行為。
波蘭總理唐納德·圖斯克形容事件為「血腥棕枝主日」，波蘭外交部亦發聲明，譴責俄羅斯對蘇梅發動「野蠻導彈攻擊」。
芬蘭總統亞歷山大·斯圖布呼籲加強制裁俄羅斯，批評該國完全無視《國際法》與《人道法》。摩爾多瓦總統瑪雅·桑杜則促請盟國強化烏克蘭空防，指俄羅斯對此類行徑毫無正當理由，必須承擔責任。愛沙尼亞總理克里斯滕·米哈爾表示，襲擊證明俄方目標是「抹去烏克蘭」，並呼籲對烏方提供更多援助、同時進一步向俄羅斯施壓。
美國總統當勞·特朗普的烏克蘭特使基思·凱洛格亦表示強烈譴責，稱俄羅斯這次襲擊「已超越一切道德底線」。